# Astragalus bibullatus
Astragalus bibullatus  es una especie de planta herbácea perteneciente a la familia de las leguminosas. Es originaria de Norteamérica.

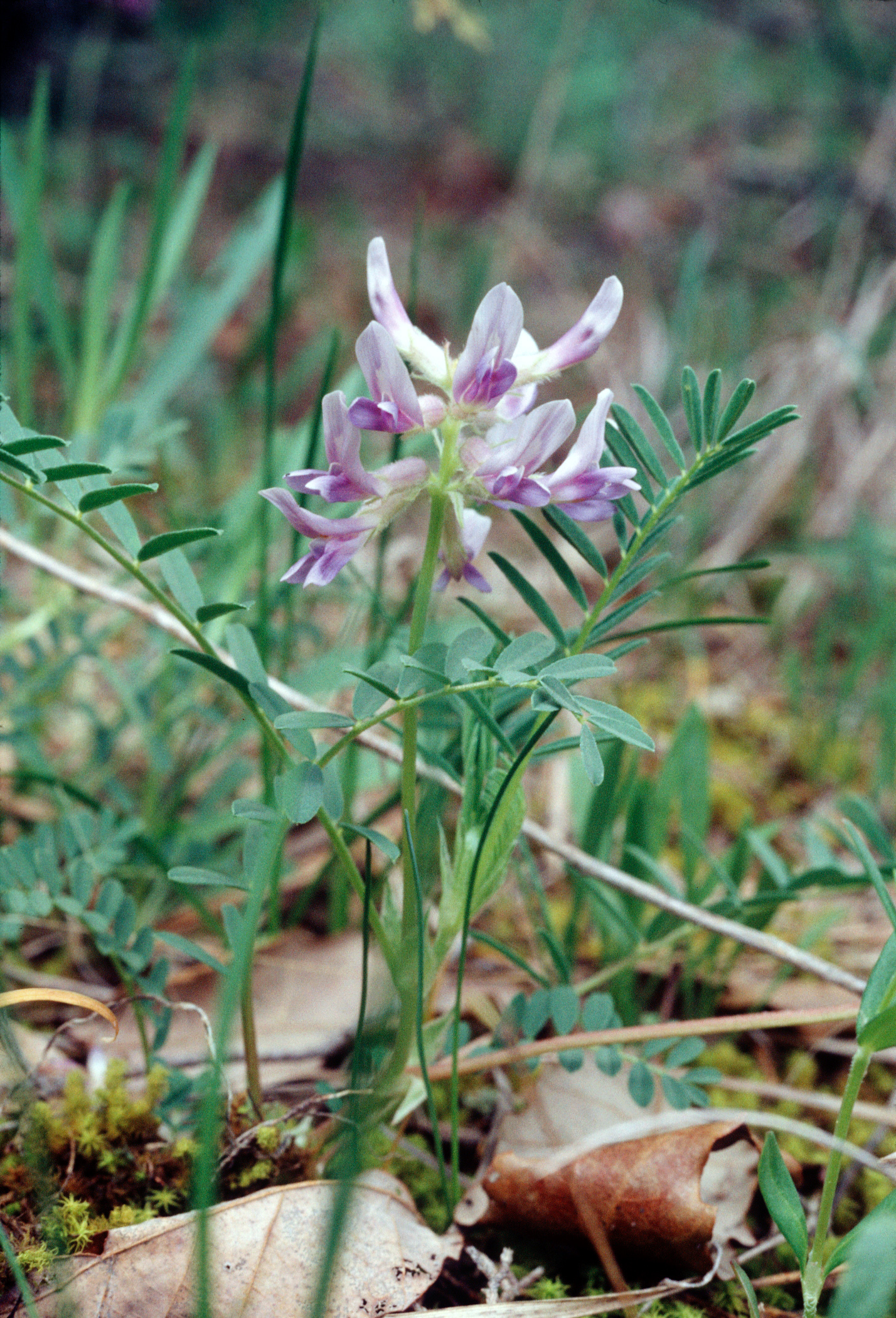
Vista de la planta

## Descripción
Tiene un extraño aspecto, los frutos de color rojizo maduran sin problemas en el suelo y parecen superficialmente como ciruelas. Sin embargo, la especie es una leguminosa y no está relacionada con la ciruela. El follaje de A. bibullatus es similar a la también endémica Astragalus tennesseensis Sin embargo, las flores de A. bibullatus son de color púrpura, en contraste con las flores blancas de A. tennessensis. Los frutos también son muy diferentes. En A. tennessensis los frutos son de color verdoso, peludos, y es más alargados, lo que es más típico de las leguminosas.

## Distribución
Es endémica  de la cuenca central de Tennessee donde se encuentra en los claros de cedros. Se encuentra en sólo tres poblaciones ubicadas a pocos kilómetros la una de la otra en el condado de Rutherford, Tennessee .

## Amenazas
Debido las pocas poblaciones de A. bibullatus, se ve amenazada por la destrucción del hábitat. Una población está protegida en el Flat Rock Cedar Glade and Barrens State Natural Area. Debido a que existe poca diferenciación genética entre las poblaciones, una mayor pérdida de variabilidad genética no es una amenaza.

## Taxonomía
Astragalus bibullatus fue descrita por Barneby & E.L.Bridges y publicado en Brittonia 39(3): 359–362, f. 1. 1987.
Etimología
Astragalus: nombre genérico derivado del griego clásico άστράγαλος y luego del Latín astrăgălus aplicado ya en la antigüedad, entre otras cosas, a algunas plantas de la familia Fabaceae, debido a la forma cúbica de sus semillas parecidas a un hueso del pie.
bibullatus: epíteto del latín bi y bullatus que significa  "con doble superficie ampollada o arrugada".